# Јапанска тешка крстарица Чикума
Крстарица Чикума (јап:筑摩 重巡洋艦) је била други од два брода серије јапанских тешких крстарица класе Тоне. Добила је име по реци Чикума, која протиче кроз префектуру Нагано у Јапану.

## Позадина
Чикума је била намењена извиђачким мисијама дугог домета и имала је неколико хидроавиона дугог долета. Она је углавном дејствовала током Другог светског рата сдружено са оперативним ескадрама носача авиона, или као део крстаричких дивизија, заједно са бродом близанцем - крстарицом Тоне.

## Служба

### Рани период
Чикума је грађена у Мицубишијевом бродоградилишту у Нагасакију, и комплетирана је 20. маја 1939. године. Првих неколико месеца, Чикума се налазила у саставу 6. дивизија крстарица Друге флоте, а затим је новембра 1939. године пребачена у 8. дивизију крстарица. Током пауза између редовних борбених вежби у јапанским домаћим водама, она је дејствовала у три наврата дуж Кинеске јужне обале, у периоду од марта 1940. године, до марта 1941. године.

### Рана фаза рата на Пацифику
Крајем 1941. године, Чикума је укључена у 8. дивизију крстарица заједно са крстарицом Тоне, и учествовала је у нападу на Перл Харбор. Дана, 7. децембра 1941. године, Тоне и Чикума лансирају по један хидроавион Аичи Е13А1 ради финалног извиђања времена изнад острва Оаху. У 06:30 сати, Тоне и Чикума лансирају по један двоседни хидроавион кратког долета Накаџима Е8Н2, који представљају стражу, и патролирају јужно од ударних снага носача авиона. Хидроавион са крстарица Чикума, шаље извештај да се у луци налазе 9 бојних бродова (највероватније да је урачунат и Јута као један од бојних бродова). Током каснијег ваздушног напада на Перл Харбор, бојни бродови Аризона, Оклахома и Калифорнија били су потопљени, а Невада, Пенсилванија, Тенеси, Мериленд и Вест Вирџинија, као и други мањи бродови, су тешко оштећени.
Дана, 16. децембра 1941. године, 8. дивизији крстарица је наређено да помогне другом инвазионом нападу на острво Вејк. Против-авионска ватра је оштетила један извиђачки авион лансиран са крстарице Чикума, и био је присиљен да слети на воду, али је посада касније спашена. Након освајања острва Вејк, 8. дивизија крстарица се враћа у базу Куре. Од 14. јануара 1942. године, 8. дивизија крстарица базира на атолу Трук - Каролинска острва, и покрива искрцавање јапанских трупа код Рабаула на Новој Британији, као и напад на Лае и Саламуау на Новој Гвинеји. Дана, 24. јануара 1942. године, хидроавиони са крстарица Чикума и Тоне нападају Адмиралска острва. Након ваздушног препада, 1. фебруара, на атол Кваџалејн од вицеадмирала Хелсија са носачем авиона Ентерпрајс, Чикума напушта атол Трук и заједно са ударном ескадром носача авиона креће у безуспешну потеру за америчким снагама. Чикума и Тоне 19. фебруара учествују у препаду на луку Дарвин у Аустралији, када је савезницима уништено 15 авиона и потопљено 11 бродова. Од 25. фебруара 1942. године, Чикума је ангажована као подршка јапанским инвазионим снагама, које је требало да се искрцају на Јаву

### Битка у Јаванском мору
Дана, 1. марта 1942. године, хидроавион са Чикуме открива холандски трговачки брод Modjokerto од 8.806 тона, који је пробао да побегне из луке Чилачап, ка Аустралији. Крстарица Чикума, заједно са крстарицом Тоне, и разарачима Касуми и Ширануи, проналазе и потоапају холандски трговачки брод пре поднева. Тог поподнева, 8. дивизија крстарица уочава стари амерички разарача Едсол, на око 250 наутичких миља јужно-југоисточно од Божићног острва. Чикума отвара ватру из топова 203 mm на даљини од 11.000 наутичких миља, али сви пројектили промашују. Крстарици Чикума се придружују бојни крсташи Хиеи и Киришима, који отварају ватру из својих топова од 356 mm и 152 mm. Ка разарачу Едсол, укупно је испаљено 297 пројектила од 356 mm, 844 пројектила од 203 mm,132 пројектила од 152 mm, и 65 пројектила од 127 mm, али је и Едсол узвратио ватром из својих топова 102 mm, ка крстарици Чикума, чим је домет то дозволио. Погоци са бродова Хиеи и Тоне, као и од обрушавајућих бомбардера који су долетели са носача авиона Сорју и Акаги, коначно заустављају разарач Едсол, који је на крају потопљен од Чикуме.
Крстарица Чикума потапа 4. марта холандски трговачки брод Enggano од 5.412 тона, (који је већ раније оштећен од једног хидроавиона са крстарице Такао). Сутрадан, хидроавиони са крстарица Тоне и Чикума узимају учешће у нападу на Чилачап. Након окупације Холандске Источне Индије, Чикума је ангажована у операцијама по Индијском океану.

### Препад на Индијски океан
Дана, 5. априла 1942. године, крстарица Чикума је била део већих јапанских ударних снага, са којих је 315 авиона напало Коломбо на Цејлону. Стари разарач Тенедос, помоћна крстарица Хектор и 27 авиона су унишени, а више од 500 људи је убијено у луци, док су тешке крстарице Корнуол и Дорситшир, потопљене на мору. Након потраге за остатком бродова британске флоте, јапанска ударна група носача авиона шаље у напад 91 обрушавајућих бомбардера Аичи Д3А и 41 ловца Мицубиши А6М Зеро, на британску поморску базу Тринкомали, Цејлон. Пошто су затекли луку празну, јапански авиона уништавају лучка постројења, и обарају 9 британских авиона. Нешто касније, јапански авиони потапају носач авиона Хермес, разарач Вемпаир, корвету Холихук, један танкер и један брод складиште, на око 65 наутичких миља од базе Тринкомали.
Чикума и остали део ударне ескадре се враћа у Јапан средином априла 1942. године, и одмах су укључене у безуспешном гоњењу америчке ударне ескадре ТФ 16.2, адмирала Хелсија, са које је пуковник Џејмс Дулитл извео ваздушни препад на Јапан.

### Битка за Мидвеј
У одлучујућој бици за Мидвеј, Чикума и 8. дивизија крстарица су биле део ударних снага носача авиона вицеадмирала Нагума. Дана, 4. јуна 1942. године, крстарице Тоне и Чикума лансирају по два извиђачка авиона дугог долета Аичи Е13А1, ради тражења америчких носача авиона на даљини од 300 наутичких миља. Хидроавион са крстарице Тоне открива америчке бродове, али не распознаје одмах да је у тој флоти и група носача авиона, што ће се касније покзати као пресудан пропуст. Као резултат, Нагумо је већ имао спремљене авионе за још један напад на острво Мидвеј, пре него што је добио прави извештај. То кашњење извештаја ће Јапанци платити губитком своја четири носача авиона. Хидроавион са Чикуме проналази амерички носач авиона Јорктаун и прати га током наредна три сата, и притом наводи јапанске авионе који су послати у напад на Јорктаун. Друга два хидроавиона са крстарице Чикума, настављају да прате оштећени Јорктаун, током ноћи, али је један авион изгубљен заједно са два члна посаде. На основу извештаја хидроавиона, Чикума наводи јапанску подморницу И-168, да пронађе и нападне оштећени Јорктаун, следећег јутра.
Чикума и Тоне су затим одвојене да помогну Алеутске инвазионе снаге вицеадмирала Хосогаје. Међутим, очекивани амерички контра напад није извршен и појава 8. дивизије крстарица у северним водама је била безначајна. Чикума се враћа 24. јуна у базу Оминато.
Контраадмирал Чуичи Хара преузима команду над 8. дивизијом крстарица 14. јула 1942. године. Након америчког искрцавања на Гвадалканал, Чикума и Тоне се враћају на јужни Пацифик 16. августа, заједно са носачима авиона Шокаку, Зуикаку, Зуихо, Џунјо, Хијо и Рјуџо. Тим снагама су прикључени бојни крсташи Хиеи и Киришима, носач хидроавиона Читосе, и тешке крстарице Атаго, Маја, Такао и Нагара.

### Битка код источних Соломона
Дана, 24. августа 1942. године, Кумано, Сузуја и Могами, све из 7. дивизије крстарице, долазе као појачање флоти намењеној нападу на Гвадалканал. Следећег јутра, један патролни хидроавион Каталина открива јапански носач авиона Рјуџо, кога нападају авиони  донтлис и  авенџер са носача авиона Ентерпрајс, али безуспешно. Седам хидроавиона је било лансирано са крстарица Тоне и Чикума, са задатком да открију америчку флоту. Један од њих, који је узлетео са Чикуме, открива америчку флоту, али бива оборен пре него што је је његов извештај могао бити пренет. Међутим, други извиђачки хидроавион је имао више среће, и на основу његовог извештаја Јапанци изводе напад против носача авиона Ентерпрајс, кога погађају са три бомбе, које су уништиле дрвену полетну палубу и изазвале пожар. У међувремену, Американци откривају јапанску флоту, нападају и потапају носач авиона Рјуџо, авионима са носача авиона Саратога. Крстарица Чикума је прошла неоштећено у овој бици, и враћа се безбедно у базу Трук.

### Битка код Санта Круз острва
Током октобра 1942. године, Чикума и Тоне патролирају северно од Соломонових острва, очекујући да јапанске копнене трупе поново заузму аеродром „Хендерсеново поље“ на Гвадалканалу. Дана, 26. октобра 1942. године, 250 наутичких миља североисточно од Гвадалканала, оперативна ескадра контраадмирала Абеа лансира седан хидроавиона ради извиђања области јужно од Гвадалканала. Чим су открили америчку флоту, Абе шаље у напад торпедне бомбардере Накаџима Б5Н2, који потапају амерички носач авиона Хорнет, а оштећују бојни брод Саут Дакота и крстарицу Сан Хуан. Међутим, Чикума је нападнута од америчких обрушавајућих бомбардера  донтлис, који су долетели са Хорнет, али је сналажљива посада јапанске крстарице успела да избаци у море резервна торпеда, пре него што је једна бомба погодила десни бок предњег торпедног одељења. Она је такође погођена са још две бомбе, које су уништиле један хидроавион и катапулт за лансирање хидроавиона. На Чикуми је било 190 погинулих и 154 рањених чланова посаде, укључујући и капетана Комуру.
Крстарица Чикума (ескортована од разарача Ураказе и Таниказе) враћа се у базу Трук, ради неопходног ремонта, а затим одлази заједно са оштећеним носачем авиона Зуихо ка бази Куре. Током ремонта и модерницаје, додата су два двоцевна против-авионска топа од 25 mm, а такође је постављен и један радар за ваздушно осматрање Тип 21. Ремонт је завршен 27. фебруара 1943. године.
Дана, 15. марта 1943. године, контраадмирал Киши Фукуђи преузима команду над 8. дивизијом крстарица, и Чикума добија наређење да се врати у базу Трук. Међутим, 17. маја 1943. године, Чикума и Тоне су добиле задатак да прате бојни брод Мусаши ка Токију, ради организовања државног спровода адмиралу Јамамоту. Чикума се враћа назад у базу на атолу Трук 15. јула, успешно избегавајући многобројне подморничке нападе током пута.
Од јула до новембра, Чикума је ангажована у праћењу трупних транспорта ка Рабаулу, и у патролирању код Маршалских острва у безуспешном гоњењу америчке флоте. Док су се попуњавале горивом у базу Рабаул, 5. новембра 1943. године, Чикума и њена оперативна група су нападнути од 97 америчких авиона, који су долетели са носача авиона Саратога и Принстон. У овом нападу, оштећене су крстарице Атаго, Такао, Маја, Могами, Агано и Ноширо. Чикума је нападнута од једног обрушавајућег бомбардера  донтлис, али је претрпела само мало оштећење, услед експлозије бомбе која је пала у њеној близини.
Вративши се у базу Куре 12. децембра 1943. године, Чикума добија још против-авионских топова од 25 mm, и њихов број је износио 20 цеви. Дана, 1. јануара 1944. године, 8. дивизија крстарица је расформирана, а Тоне и Чикума су придодате 7. дивизији крстарица (Сузуја и Кумано) под командом контраадмирала Нишимуре. По завршеном комлетирању 1. фебруара 1944. године, Чикума одлази ка Сингапуру, где стиже 13. фебруара, а затим након месец дана препада на трговачке пловне путеве по Индијском океану, она стиже 15. марта у Батавиу. Дана, 20. марта 1944. године, контраадмирал Казутака Шираиши постаје командант 7. дивизије крстарица, а Чикума постаје његов заставни брод.

### Битка у Филипинском мору
Дана, 13. јуна 1944. године, адмирал Соему Тојода активира операцију „А-ГО“ ради одбране Маријанских острва. Чикума је била додељена снагама „Ц“ мобилне флоте вицеадмирала Озаве, које су прошле кроз Висајанско море - Филипини, и ушле у Филипинско море, пловећи ка Саипану. Дана, 20. јуна, након што су бојни крсташи Конго и Харуна, и носач авиона Чијода били нападнути од америчких авиона са носача авиона Банкер Хил, Монтереи и Кабот, а највећи део јапанске ваздушне заштите је био уништен у "Великом лову на фазане“, Чикума се враћа са мобилном флотом ка Окинави.
Након искрцавања трупа на Окинави, Чикума се враћа назад у Сингапур, јула месеца, где је служила као заставни брод 4. дивизије крстарица, док се крстарица Атаго налазила на ремонту.

### Битка у заливу Лејте
Дана, 23. октобра 1944. године, Чикума са крстарицама Кумано, Сузуја и Тоне плови у врсти од Борнеа ка Филипинима са главним ударним снагама Адмирала Курите. У бици у Палаванском пролазу, крстарице Атаго и Маја су потопљене од америчких подморница, док је крстарица Такао оштећена. У бици у Субијанском мору, следећег дана, Мусаши је потопљен, а Нагато, Харуна и Мијоко, су били оштећени.
Дана, 25. октобра 1944. године, током битке код Самара, Чикума је ангажована у борби против америчких ескортних носача авиона, помогавши у потапању ескортног носач авиона Гембир Беи, али се нашла под ватру топова са америчког разарача Хирмен и тешких авио напада. Чикума узваћа ватру и оштећује разарарач Хирмен, али је убрзо нападнута од 4 торпедних-бомбардера Авенџер. Један од њих успева да погоди крму са десне стране једним торпедом, које одрубљује њену крму и оштећује њен десни пропелер и кормило. Брзина Чикуме пада од 18 на 9 чвра, али још озбиљније, она је постала неуправљива. У 11:05 сати, Чикума је нападнута од 5 авиона  авенџер, који су долетели са ескортног носач авиона Киткун Беи. Она је погођена са 2 торпеда по средини брода са десне стране, и њена машимска одељења су поплављена. У 14:00 сати, 3 авиона  авенџер из једне мешовите ескадрила са ескортних носача авиона Омениј Беи и Натома Беи, који су предвођени поручником Џозефом Кедијем, су избацили торпеда и погодили Чикумину десну страну. Кеди је касније за ову акцију одликован Морнаричким крстом. Званично са наводи да је јапански разарач Новаки прво сакупио све преживеле чланове посаде крстарице Чикума, а затим је гађао својим торпедима, и она тоне 25. октобра 1944. године у 14:30 сати. Међутим већина савремених студија наговештавају да је Чикума потонула од последица ваздушних напада, а Новаки је једино приспео на време да покупи преживеле из воде.
Сутрадан, 26. октобра 1944. године, разарач Новаки је потопљен топовском ватром са америчких лаких крстарица Винсенз, Билокси и Мајами, и разарача 103 дивизије; Милер, Овен и Левис Хенкок. Он тоне на око 65 наутичке миље јужно-југоисточно од базе Легазпи, Филипини, заједно са око 1.400 људи, укључујући и све осим једног, преживеле чланове посаде крстарице Чикума.
Крстарица Чикума је обрисана из списка флоте 20. априла 1945. године.

## Листа Капетана
- Капетан Хидехико Нишио - 20. мај 1939 — 20. октобар 1939.
- Капетан Теизо Хара - 20. октобар 1939 — 15. новембар 1939.
- Капетан Шинтаро Хашимото - 15. новембар 1939 — 1. новембар 1940.
- Капетан Гунђи Когуре - 1. новембар 1940 — 20. август 1941.
- Капетан Кеизо Комура - 20. август 1941 — 10. новембар 1942.
- Капетан Цутау Араки - 10. новембар 1942 — 20. јануар 1943.
- Капетан Казуе Шигенага - 20. јануар 1943 — 7. јануар 1944.
- Капетан/Контраадмирал Саиђи Норимицу - 7. јануар 1944. - †25. октобар 1944. (преживео потапање крстарице Чикума, али је погинуо када су амерички бродови потопили разарач Новаки.)